# Тряпицын, Яков Иванович
Я́ков Ива́нович Тряпи́цын (13 апреля [25 апреля] 1897, село Саваслейка, Муромского уезда Владимирской губернии — 9 июля 1920, село Керби) — российский военный и политический деятель. Офицер военного времени — прапорщик Русской императорской армии, в период распада Российской империи — советский военачальник — командующий Николаевским фронтом и Николаевским военным округом Красной Армии РСФСР и Охотским фронтом Народно-революционной армии Дальневосточной республики, принимавший активное участие в установлении Советской власти в Сибири и на Дальнем Востоке, участник Гражданской войны.

## Биография
Яков Иванович Тряпицын родился 13 апреля 1897 года в селе Саваслейка Муромского уезда Владимирской губернии Российской империи в семье крестьянина Ивана Степановича Сидорова-Тряпицына.
Учился в 4-летней школе, которую завершил с похвальным листом.
В 1915 году поступил работать помощником машиниста на паровозе во внутризаводском депо судоверфи «Мордовщик».
Летом 1916 года был зачислен в Кексгольмский полк рядовым. Воевал в Первой мировой войне — дослужился до чина прапорщика, дважды был награждён Георгиевским крестом. Весной 1918 года демобилизовался из действующей армии в связи с наступившим Брестским миром и по возвращении домой вступил в Красную Гвардию.
Участвовал в военных действиях против Чехословацкого корпуса в Самаре в июне — октябре 1918 году. Осенью 1918 года был направлен через линию Восточного фронта в Сибирь для борьбы за власть Советов.

### Участие в партизанском движении в Сибири и на Дальнем Востоке России
В конце 1918 года проездом через Омск поехал в Восточную Сибирь и на Дальний Восток биться за Советскую власть.
В январе 1919 года был арестован в Иркутске колчаковцами, но сумел бежать из тюрьмы. В конце марта того же года Яков Тряпицын прибыл во Владивосток. Входил в состав подпольной организации портовых грузчиков. Занимался вербовкой добровольцев и поставками оружия партизанам для борьбы с японскими интервентами. Так, например, под его руководством был осуществлён налёт на Владивостокский военный гарнизонный склад, после чего, опасаясь преследования, ушёл с другими подпольщиками в тайгу.
С апреля 1919 года — боец Цимихинского (Сучанского) партизанского отряда под руководством Г. М. Шевченко в Приморье. Боевые действия отряд Шевченко вёл против японцев, американцев и белогвардейцев вблизи г. Сучан (ныне г. Партизанск). В результате разногласий с командиром отряда ушёл из него на реку Иман, где организовал свой партизанский отряд.
Летом 1919 года перешёл вместе со своим отрядом на реку Амур, в Хабаровский уезд, где боролся против интервентов и колчаковщины. Операционный район действий партизанского отряда под его руководством находился в округе станций Кругликово и Верино Уссурийской железной дороги.
2 — 3 ноября 1919 года на совещании представителей партизанских отрядов в селе Анастасьевка Хабаровского уезда было решено создать военно-революционный штаб под командованием Д. И. Бойко-Павлова.
Несогласный с решением данного штаба о приостановлении боевых действий до прихода частей Красной Армии Я. И. Тряпицын ушёл из села Анастасьевка на Нижний Амур восстанавливать Советскую власть. В его отряде было всего 19 бойцов.

### Освобождение Среднего Амура и Северного Приморья от белогвардейцев и интервентов

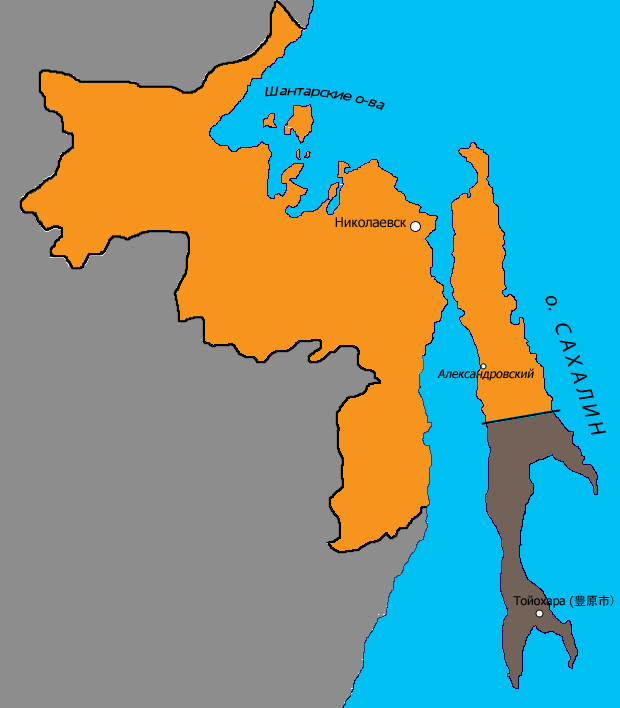
Территория Сахалинской области в 1914—1920 годах

Исполняя своё решение, 10 ноября 1919 года отряд Тряпицына в составе 35 бойцов начал свой поход из села Вятского Хабаровского уезда на Николаевск-на-Амуре.
В селе Малмыж произошла встреча с партизанским отрядом Оцевилли-Павлуцкого. Бывший командир этого отряда Мизин стал заместителем Тряпицына.
По мере приближения партизан к населенным пунктам деморализованная колчаковская милиция разбегалась. Например, в селе Киселевка было около сотни казаков. Чтобы избежать кровопролития, Яков Тряпицын лично отправился на переговоры с атаманом. В ходе переговоров он предложил казакам сдать село без боя, гарантируя жизнь и безопасность всем сдавшим оружие. Но казаки, не поверив партизанам, бежали. В погоню за ними был отправлен отряд лыжников, который нагнал отступающих казаков и окончательно уничтожил.
23 ноября 1919 года партизаны заняли Сухановку и Циммермановку.
26 ноября партизанский конный отряд в районе телеграфно-почтовой станции Пульса попал в засаду карательного отряда колчаковцев и был разгромлен, после чего белогвардейцы двинулись на Циммермановку, где были сосредоточены основные силы партизанского соединения Тряпицына.
При обороне Циммермановки партизаны под руководством Я. И. Тряпицына разгромили карателей. Преследуя уцелевших колчаковцев, партизаны освободили село Калиновку.
Узнав о разгроме подчинённой ему части, начальник гарнизона Николаевска-на-Амуре полковник Медведев мобилизовал у населения подводы, посадил в них солдат и добровольцев из числа местной буржуазии, выслал отряд во главе с полковником Вицем в помощь им.
Виц решил закрепиться в селе Мариинском, избрав его местом сосредоточения всех белогвардейских сил.
Для избежания кровопролития Тряпицын отправился для переговоров с полковником Вицем. Появление командующего партизанского движения в расположении колчаковцев и передача простым солдатам писем и подарков от их родственников оказало на них сильное деморализующее воздействие. При переговорах Виц ответил Тряпицыну отказом на предложение сдачи, но, понимая, что его отряд распадается, отдал приказ отступать в бухту Де-Кастри, поскольку путь на Николаевск был отрезан. Однако этот приказ выполнили лишь немногие, основная масса солдат восстала и перешла на сторону партизанского соединения Тряпицына.
В результате этого соединение партизан стало насчитывать около 1400 бойцов.

### ОрганизацияНиколаевского фронтаКрасной АрмииРСФСР
В селе Личи был созван совет командиров, на котором был принят ряд решений о преобразовании партизанской армии в регулярную Красную Армию Николаевского фронта, отменялась выборность и утвержден высший командный состав.
В состав штаба Красной Армии Николаевского фронта вошли:
Тряпицын Я. И. — командующий,
Бузин-Бич Д. С. — заместитель командующего,
Наумов-Медведь Т. Б. — начальник штаба,
Покровский-Черный А. И. — секретарь штаба,
членами штаба были назначены Железин Ф. В., Комаров А. И., Шерий С. И., .
Именно этот штаб принялся за реорганизацию партизанских отрядов в регулярные полки Красной армии:
1-й партизанский полк (дислокация — село Личи) — командир Коцуба-Борзов И. И.;
2-й партизанский полк (дислокация — село Личи) — командир Комаров А. И. ;
Нижне-Амурский полк (дислокация — село Личи) — командир Павлюченко Ф. П.;
Горно-Амгуно-Кербинский полк (дислокация — село Керби) — командир Будрин И. А.;
Анархо-коммунистический полк (дислокация — село Личи) — командир Шерий С. И. (позднее Видманов И.);
Были созданы вспомогательные части: связи, снабжения, медико-санитарная и транспортная.
В частях вводилась жесткая воинская дисциплина, о чём, в частности, гласил один из приказов за подписью Я. Тряпицына;

«По имеющимся в штабе сведениям за последнее время в воинских частях между партизанами стала прогрессировать азартная карточная игра на деньги с довольно крупными ставками.
Картежники, являющиеся порочным элементом, не могут иметь место среди истинных партизан в Красной Армии, которая борется за лучшие идеалы всего трудового народа. Сбросив иго Романовых, иго палачей Колчака и уничтожив белогвардейскую опричнину, мы должны помнить, что для создания нового строя и проведения в жизнь всех постановлений рабоче-крестьянского советского правительства требуется сознательная и дружная работа всех лучших сынов России, но не картежников, пьяниц и прочих человеческих отбросов, забравшихся в ряды Красной Армии для её дезорганизации».
Одновременно там же в селе Личи был организован главный орган управления гражданской и военной властью Нижнего Амура и Северного Сахалина — Сахалинский областной ревком, поскольку город Николаевск с апреля 1917 года был центром Сахалинской области. Во главе ревкома встал Фёдор Васильевич Железин. Николаевский фронт Красной Армии вместе со своим штабом подчинялся указаниям ревкома, и именно поэтому Железин Ф. В. был кооптирован в состав этого штаба. Одним из органов ревкома стала Чрезвычайная комиссия (ЧК) во главе с Беляевым Е. Т..

### Победа Советской власти в Николаевске и Сахалинской области
В сентябре 1918 года Николаевск был оккупирован японскими войсками в ходе интервенции на Дальнем Востоке.
К началу 1920 года в городе, кроме русского населения и белых отрядов (ок. 300 человек), был размещён японский гарнизон численностью 350 человек из состава 14-й пехотной дивизии японской императорской армии под командованием майора Исикавы и проживало около 450 человек японского гражданского населения.
В городе находились корейская и китайская колонии, было китайское консульство. После неудачной попытки пройти в период ледостава, по Амуру в Сунгари в конце 1919 г. в Николаевске встал на зимовку отряд китайских канонерок во главе с коммодором Чэнь Шиином.
При приближении к Николаевску-на-Амуре, стремясь избежать напрасного кровопролития, 27 января штаб Николаевского фронта Красной Армии решил послать парламентеров. Добровольцами вызвались Орлов-Овчаренко И. В. и Щетников П. М. Парламентеры не возвратились. После зверских пыток парламентеров убили — эти действия японцев и белогвардейцев поставили их вне законов войны.
10 февраля 1920 года партизаны при содействии части бывших солдат и офицеров бывшей крепости Чныррах, контролирующей подступы к Николаевску-на-Амуре, захватили и передали её Сахалинскому ревкому вместе с вооружением. Так в частях Красной Армии, появилась артиллерия
После обстрела позиций японских частей под Николаевском из орудий, захваченных красноармейцами в крепости Чныррах, под давлением иностранных консульств японцы вспомнили о декларации генерал-лейтенанта Сироодзу (командира 14-й японской пехотной дивизии) о соблюдении японской армией нейтралитета в гражданской войне в России от 4 февраля 1920 года и прислали представителей на переговоры, которые проходили 25-28 февраля 1920 г.. В качестве наблюдателей на переговорах были два белогвардейских офицера: капитаны Мургабов и Немчинов. Японцы были вынуждены подписать соглашение о нейтралитете, на основании которого части Красной Армии вошли в город.
По соглашению части японской армии должны были соблюдать нейтралитет и находиться в местах своей дислокации.
Истерзанные трупы парламентёров Овчаренко и Щетникова, а также 17-ти бывших советских и партийных работников, арестованных ещё в 1918 году и расстрелянных белыми и японцами перед вступлением Красной армии в город, были выставлены в гробах для последнего прощания в здании гарнизонного собрания крепости Чныррах.
На похоронах жертв Я. И. Тряпицын обратился с речью к жителям, где кратко дал объяснение принципов строительства Советской власти в Сахалинской области:

«Вы же, приспешники капитала и защитники кровожадного империализма, ещё вчера ходившие с белыми повязками, не мечтайте, что вас спасут нацепленные сегодня красные банты. Помните, что тайком за нашей спиной вам работать не удастся. Царство ваше отошло! Будет вам ездить на согнутой спине рабочего и крестьянина. Уходите к тем, чьи интересы вы защищали, так как в наших рядах вам места нет. Помните вы все, товарищи, что будет есть только тот, кто станет сам работать. Не трудящийся, да не ест!».
В руках Чрезвычайной комиссии оказались все документы белой контрразведки, благодаря чему удалось выловить практически всех их легальных и нелегальных сотрудников. Все они были расстреляны.
Были арестованы и посажены в тюрьму те чиновники и представители буржуазии, которые в 1918 году подписали совместную петицию на имя японского императора с просьбой послать войска на Амур для свержения Советской власти и оккупации Нижнего Амура и Северного Сахалина. Они должны быть предстать перед трибуналом за измену Родине и Советской власти. В мае, перед эвакуацией из города под давлением превосходящих сил японцев, эти арестованные были расстреляны.
После освобождения Николаевска-на-Амуре отряд сахалинских партизан под командованием Анатолия Михайловича Фомина (Востокова) по приказу штаба партизанского движения перешел на Северный Сахалин в помощь Александровскому ревкому. Здесь Фомин А. М. постановлением Первого съезда Советов был избран командующим войсками Северного Сахалина.
12 марта 1920 года в Николаевске-на-Амуре должен был состояться съезд Советов Сахалинской области, что знаменовало восстановление Советской власти во всей области и закрепляло юридически суверенитет РСФСР над территорией Северного Сахалина и Нижнего Амура и противоречило целям и задачам Японии, стремившейся аннексировать эти территории.

### Внезапная агрессия японской армии в Николаевске и причины Николаевского инцидента
В ночь с 11 на 12 марта японцы вероломно нападают на органы Советской власти, командование и части Николаевского фронта Красной армии, расквартированные в Николаевске-на-Амуре.

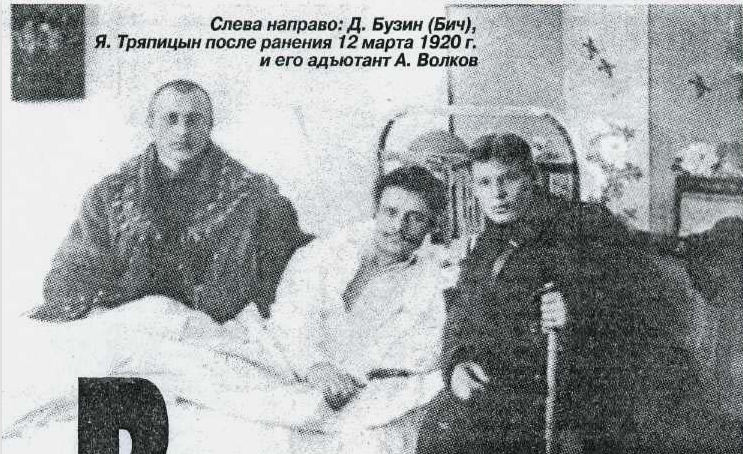
Николаевский фронт Красной Армии (18 марта 1920 г.). Заместитель командующего — Дмитрий Бузин (Бич), командующий — Яков Иванович Тряпицын, адъютант — А. Волков.

В результате внезапного нападения японцев сам Я. И. Тряпицын был тяжело ранен и получил в итоге два ранения, его заместитель Мизин и начальник его штаба Т. Наумов были убиты. Погибло немало бойцов и командиров Николаевского фронта — более 150 человек, более 500 бойцов было ранено, не считая мирного русского населения.
На первом этапе боёв в городе инициатива, благодаря внезапности нападения и потери руководства частями Красной Армии, принадлежала японскому гарнизону, который поддержала большая часть японского населения.
Но через сутки к Николаевску подошёл Горно-Амгуно-Кербинский полк, дислоцированный в селе Керби, во главе со своим командиром Будриным И. А., который и взял на себя руководство боями в городе.
Бои продолжались несколько дней и закончились победой Красной Армии. К вечеру 14 марта главные силы японцев были разгромлены, а 15 марта в 12 часов капитулировала их последняя группа. Бо́льшая часть японцев погибла в бою, взяты в плен 117 солдата и 11 женщин.
Практически вся японская колония (834 человека) — была истреблена русским населением и партизанами Николаевска-на-Амуре в ходе боёв и сразу же после боя, когда реальной власти в результате гибели и ранений большинства руководства партизан и Советской власти не было. Эти действия населения и частей Красной армии Николаевского фронта стали причиной Николаевского инцидента.
12 японок, бывших замужем за китайцами, спаслись, так как семьи скрыли их. Из числа иностранных граждан был арестован английский управляющий одного из крупнейших рыбных промыслов в городе Джон Фрид, которого затем расстреляли по обвинению в контрреволюционной деятельности.

### Сахалинская область в составеДВРи организацияОхотского фронтаДВР
События в Николаевске с 11 по 15 марта 1920 года фактически являлись репетицией для скоординированного нападения японских оккупационных войск на Дальнем Востоке России в ночь с 4 на 5 апреля 1920 года на органы советской власти и военные гарнизоны Дальневосточной республики.
При образовании ДВР Яков Тряпицын выразил своё несогласие с этим решением (из телеграммы в Москву):

„Иркутск. Тов. Янсону — Уполномоченному иностранным отделом от ЦК ВКП (б) из Москвы“ — Ленину.
         Нам стало ясно, что вы совершенно неверно информированы о положении здесь, и хотели  бы спросить, кто вас информировал о положении здесь, а так же и Москву, которой вынесено постановление о буферном государстве на Дальнем Востоке, создание которого совершенно не целесообразно… Вы указываете, что целью является создание такого государства, которое может признать Япония, следовательно, государства не советского, но тайно действующее по указанию Совроссии. Насколько это абсурдно, для нас было это совершенно ясно с первого момента.

          Прежде всего, государство это, если оно земское, а не советское, не может вести политики Советов, и за время своего существования совершенно ясно выявило политику чистой белой гвардии, что и доказано событиями в Хабаровске и Владивостоке; второе это то, что японцы не допустили бы советской политики буфера и сразу её заметили бы, и такие обвинения от них уже были, они указывали, что под ширмой земства гнездятся большевики; и, возможно, что этот мотив тоже является одной из причин их выступления, именно уничтожить советские элементы, и они этого достигли… думая избежать столкновения с Японией и прекращения оккупации мирным путём, вы рассчитывали, что Япония, признав земство, откажется от оккупационных целей и уйдёт подобру-поздорову. Японцы уступают только в силе. И вы достигли как раз обратных результатов, вместо избавления от японцев,  Буфер дал нам ещё более злейшую войну, даже больше; вы своим дурацким буфером сорвали уже готовую победу красной партизанской армии на Д. Востоке, ибо смею вас уверить, что если бы не провокация буферов и земцев, то японцы, под давлением наших сил, ушли бы отовсюду, как  ушли из Амурской области и Николаевска».
Тряпицына своей телеграммой поддержали Охотское побережье и Камчатка:

 „Первомайское собрание всех трудящихся Охотска, приисков и его окрестностей решило не признавать буферного государства, фактически выливающегося на Д. В. в японо-белогвардейскую оккупацию. Собрание находит совершенно ненужным указания Владивостокского и Хабаровского центров — ибо это является издевательством… Пусть мы остались одиноки, пусть, согласно словам Уполинотдела Янсона, от нас отказалась Советская власть, но мы решили не опускать руки“.
Несмотря на несогласие Я. И. Тряпицына с решением о создании Дальневосточной республики, 22 апреля 1920 года, согласно приказу № 66 главнокомандующего Народно-Революционной армии Г. Х. Эйхе, он был назначен командующим Охотским фронтом. Кстати тем же приказом Г. Х. Эйхе С. Г. Лазо был назначен командующим войсками Приморским фронтом НРА ДВР:

„1. В связи с общей обстановкой и для упорядочения и координации разрозненных партизанских отрядов… приказываю: Названные районы именовать фронтами, а именно: 1) район ст. Оловянная, ст. Онон, Нерчинска, Нерчинского Завода, Сретенска и Благовещенска именовать Амурским фронтом; 2) район Владивостока, Никольск-Уссурийского — Приморским; 3) район Хабаровска, Николаевска (на Амуре) — Охотским…4) Командующими фронтами назначаются: Амурским — т. Шилов, Приморским -т. Лазо, Охотским — т. Тряпицын“
Охотский фронт под командованием Я. И. Тряпицына оказался изолированным от остальных вооружённых сил Дальневосточной республики.
Находясь в изоляции от Дальневосточной республики и не получая своевременных указаний от центрального штаба армии ДВР, 13 мая 1920 года Сахалинский областной исполком, находясь в чрезвычайных обстоятельствах, принял решение создать Военно-революционный штаб, которому передать всю полноту власти. Голосование было тайным — членами Военревштаба были избраны Тряпицын Я. И., Лебедева Н. М., Ауссем О. Х., Перегудов И. и Железин Ф. В..
15 мая 1920 года командование Охотского фронта получило по радиосвязи приказ главкома Народно-революционной армии Дальне-Восточной Республики Г. Х. Эйхе № 94/БЛ, который предписывал избегать столкновения с японцами.
При сложившихся в тот момент условиях и нехватке боеприпасов, это было возможно выполнить только при эвакуации из города и выводе оттуда семей красноармейцев, работников Советской власти и всех, кто в той или иной мере имел отношение к борьбе против белогвардейцев и японцев. Таким образом, эвакуация из Николаевска была фактически решением главкома НРА ДВР Эйхе Г. Х..

### Эвакуация Николаевска-на-Амуре и Николаевский инцидент
Исполняя это решение, Я. И. Тряпицын вместе со штабом приняли решение эвакуировать русское население Николаевска-на-Амуре в село Керби и уничтожить город Николаевск-на-Амуре и крепость Чныррах, чтобы не допустить зверств японской армии по отношению в мирному населению, которым он был сам свидетелем в ходе участия в партизанском движении в Приморье.
По свидетельству американского генерала Гревса:

 „В Восточной Сибири совершались ужасные убийства, но совершались они не большевиками, как это обычно думали. Я не ошибусь, если скажу, что в Восточной Сибири на каждого человека, убитого большевиками, приходилось сто человек, убитых антибольшевистскими элементами… Жестокости были такого рода, что они, несомненно, будут вспоминаться и пересказываться среди русского народа и через 50 лет после их совершения“».
В данном случае под Восточной Сибирью генерал У. Гревс имел в виду именно Дальний Восток России.
Незадолго до этого удалось эвакуировать иностранцев — англичан, поляков, китайцев и т. д. — под патронажем китайского консула в поселок Маго.
Массовая эвакуация началась 23 мая и завершилась 30 мая 1920 года.
После проведения эвакуации населения города и раненых в район села Керби на пароходах, пленные и арестованные перед уходом военных частей Охотского фронта из города были расстреляны.
В числе казнённых были все японские военнопленные — эти действия Военно-революционного штаба и командования Охотского фронта Дальневосточной республики и являются Николаевским инцидентом.
В ночь с 31 мая на 1 июня 1920 года Николаевск-на-Амуре был подожжён, частично сооружения и всё вооружение крепости Чныррах было взорвано.
Я. И. Тряпицын в радиограмме, посланной 1 июня 1920 г., писал по поводу этого:

Товарищи! В последний раз говорим с вами. Оставляем город и крепость, взрываем радиостанцию и уходим в тайгу. Все население города и района эвакуировано. Деревни по всему побережью моря и в низовье Амура сожжены. Город и крепость разрушены до основания, крупные здания взорваны. Все, что нельзя было эвакуировать и что могло быть использовано японцами, нами уничтожено и сожжено. На месте города и крепости остались одни дымящиеся развалины, и враг наш, придя сюда, найдет только груды пепла. Мы уходим…
Вслед за отступающей вдоль берега реки Амур армией, 3 июня 1920 года покинул Николаевск-на-Амуре и Яков Тряпицын вместе со своим штабом.

### Заговор и гибель
7 июля 1920 г. у таёжного поселка Керби Я. И. Тряпицын, вместе со всем штабом, командирами полков и работниками органов Советской власти в Сахалинской области, в результате заговора были арестованы группой николаевцев во главе с бывшим белогвардейским офицером И. Т. Андреевым (член исполкома и начальник Сахалинской областной милиции) и преданы импровизированному суду всех присутствующих — «суд 103». При этом подсудимые были лишены судебной защиты и в итоге были приговорёны к высшей мере простым голосованием.
9 июля 1920 г. вместе с Я. И. Тряпицыным и другими работниками штаба (всего 32 человека) была расстреляна и Нина Лебедева-Кияшко (начальник штаба Охотского фронта).

## Воспоминания о Я. И. Тряпицине и оценка его деятельности

### Воспоминания о Я. И. Тряпицине
Со слов писателя П. И. Гладких, известный советский военачальник Блюхер В. К. сожалел о смерти Тряпицына:

Тряпицын был борцом за власть Советов, таким же, как сибирский «дедушка» Нестор Каландаришвили… Загубили Якова Тряпицына напрасно. Не разобрались досконально в этом сложном деле и наломали дров.
Со слов Юрия Овчинникова, высказывание Г. Г. Кантаева, участника гражданской войны на Дальнем Востоке:

Я ему рассказал про Тряпицына и Лебедеву, он молча встал, ушёл в комнату, пришёл, принёс с собой альбом с фотографиями, показал мне и сказал: никому никогда не верь [тому], что о нём сейчас плохое говорят.

### Оценка действий Я. И. Тряпицына в Николаевском инциденте со стороны ДВР, РСФСР, СССР и России (РФ)
В 1920-х — 1950-х годах, согласно точке зрения СССР, как преемника ДВР, на конфликт в Николаевске-на-Амуре — суть инцидента заключалась в самовольном расстреле японских военнопленных в конце мая 1920 г. вопреки Женевской конвенции, а события в Николаевске-на-Амуре с 11 по 15 марта 1920 г. были названы причиной инцидента, вся вина возлагалась на Я. И. Тряпицына, за своё самоуправство он был объявлен анархистом, хотя сведений о его принадлежности к анархической партии до сих пор не имеется, осуждён и расстрелян:

 «Николаевский инцидент» 1920 — между ДВР и Японией; был использован японской военщиной в целях оправдания, хотя бы задним числом, оккупации Сахалина.
В январе 1920 партизанский отряд под командованием анархиста Тряпицына осадил занятый японцами г. Николаевск-на-Амуре. Японский гарнизон сдался и заключил с партизанами договор, по которому город передавался партизанам, а японским войскам отводились специальные помещения. После двух недель мирного сожительства японцы неожиданно напали на партизан. Бой продолжался несколько дней и закончился победой партизан, захвативших в плен около 100 японцев. Когда в мае стало известно, что из Хабаровска в Николаевск отправлены вспомогательные японские войска, Тряпицын велел отступить и расстрелял оставшихся в городе японцев и белогвардейцев, а город поджёг. За это самоуправство Тряпицын был осуждён и расстрелян партизанами. Этот случай, получивший название «Н. и.» и был использован японцами как оправдание оккупации ими о. Сахалина — якобы в «компенсацию» за «Н. и.».
В действительности о. Сахалин был занят японцами 22.IV.1920, то есть за несколько недель до «Н. и.».

Вопрос об отводе японских войск из северной части Сахалина был разрешён в результате переговоров, начавшихся в 1924 и завершившихся подписанием советско-японской конвенции 1925…"
Этой версии Николаевского инцидента до сих пор придерживается и Россия, как правопреемник СССР.

### Оценка действий Я. И. Тряпицына со стороны Японии
Правительство Японии всю вину за «Николаевский инцидент» возложило на партизан. На всей территории Японской империи был объявлен траур, обе палаты парламента посвятили «николаевской трагедии» специальное заседание.
В августе 1921 года на Дайренской конференции делегация ДВР потребовала от японцев вывести свои войска с Дальнего Востока.
Японцы в ответ выдвинули 17 требований к правительству ДВР. Одним из них было:

 «При решении Николаевского вопроса правительство ДВР обязуется передать японскому правительству северную часть острова Сахалин в аренду сроком на 80 лет как компенсацию за понесенные японскими подданными убытки во время николаевских событий».
На Вашингтонской конференции, которая состоялась вскоре, японский делегат барон Шиде-Хара так обосновывал оккупацию Сахалинской области:

«История знает мало случаев, подобных происшествиям в Николаевске в 1920 году, где более 700 японцев, в том числе женщины и дети, официально признанный консул, его дети и слуги были зверски истязаемы и убиты. Никакая нация, достойная уважения, не могла бы остаться спокойной перед лицом такой провокации.
Японское правительство не могло не считаться с негодованием, вызванным в Японии этим фактом. В этих условиях Япония не нашла другого выхода, кроме оккупации русской провинции Сахалина».
Тогда в ответ делегация ДВР предложила обсудить так называемые «николаевские события» по существу и установить действительного виновника «Николаевского инцидента». Японская делегация отказалась под предлогом того, что ни ДВР, ни РСФСР как государства не признаны Японией.
По замечанию делегации ДВР, это «непризнание» японским правительством не мешало до сих пор вести переговоры с представителями этих правительств и признавать их дипломатическую неприкосновенность.
В последующем на стороне делегаций ДВР и РСФСР против такого подхода японской стороны выступили США, которые обязали Японию возвратить Северный Сахалин в ближайшем будущем. Произойдет это в 1925 году.

### Международная комиссия и оценка виновности сторон конфликта в Николаевском инциденте
Для расследования обстоятельств этого международного конфликта, была создана международная комиссия.
В неё входили шесть человек от русского населения, столько же — от китайского, три человека от корейского общества и несколько других иностранцев, оказавшихся в то время в Николаевске-на-Амуре.
Вывод комиссии был однозначный — японские войска первыми напали на партизан.

### Оценка действий Я. И. Тряпицына
В своём труде «Волочаевка без легенд» краевед, исследователь истории Дальнего Востока России, член Русского географического общества, полковник в отставке Г. Г. Лёвкин, так характеризует роль Я. И. Тряпицына в истории России:

Представляется возможным оценить роль Я. И. Тряпицына, который из отряда в 19 человек, смог довести численность Красной Армии Нижнего Амура до нескольких тысяч, сформированных в 5 полков, имевшей артиллерию, катера и пароходы, который уничтожил всех японцев в Николаевске и белогвардейцев от Хабаровска до Сахалина и, когда был вынужден оставить город Николаевск, произвёл эвакуацию населения в таёжные районы, а порт и город Николаевск сжёг, чтобы японцы не могли создать военно-морскую базу возле устья Амура. Этого человека яростно обливали грязью японцы за то, что он опозорил «непобедимую» императорскую армию, белогвардейцы — за то, что уничтожил контрреволюционные вооружённые силы на Нижнем Амуре и восстановил там Советскую власть, а большевики изощрялись в обвинениях в анархизме и за то, что «не шёл по пути большевиков», хотя взбунтовавшиеся бывшие белогвардейцы расстреляли вместе с Тряпицыным 2 анархистов, 1 эсерку, 7 беспартийных и 12 большевиков, в том числе председателя Сахалинского областного исполнительного Совета коммуниста Ф. В. Железина.

Также Г. Г. Лёвкин даёт оценку и его палачам, обезглавившим руководство Охотского фронта Дальневосточной республики в результате заговора и тем самым уничтожившим Советскую власть в Сахалинской области:

В Керби (ныне посёлок имени Полины Осипенко) Я. И. Тряпицын и ещё 22 человека из числа командиров полков, работников штаба и советских служащих… были расстреляны взбунтовавшимися солдатами, руководимыми бывшим белым офицером И. Т. Андреевым. Вскоре И. Т. Андреев и часть его сподвижников бежали к японцам на Сахалин, а после изгнания интервентов из России — в Японию, Америку и Китай.

## В художественной литературе
- 1937 г. — «Люди в аду: К 20-летию гибели Николаевска-на-Амуре», повесть, К. А. Емельянова, рассказывающая о уничтожении города Николаевска войсками Якова Тряпицына. Редактором и автором предисловия к книге стал писатель Яков Львович Дейч (Яков Лович).
- 1941 г. — «Враги», роман Якова Ловича, о уничтожении города Николаевска.

## Фотогалерея
|  |  |  |  |
|  |  |  |  |

### Мемуары
- Птицын, С. А. Николаевск в 20-м. : воспоминания партизана / С. А. Птицын. — Хабаровск : Хабар. краев. тип., 2013. — 205 с.
- Грэвс У. Американская авантюра в Сибири. 1918—1920. Москва: Военгиз, 1932.
- Жук-Жуковский И. И. Н. Лебедева и Я.Тряпицын. Чита, 1922.

### Исследования
- «Атаманщина» и «партизанщина» в Гражданской войне: идеология, военное участие, кадры. Сборник статей и материалов. Состав. Посадский А. В. Москва: АИРО-XXI, 2015. — Серия «Эпоха революций в России. XX век»
- Воронкова, Е. Тряпицын — не Кутузов, но город сжег : [Николаевск-на-Амуре в 1920 г.] / Е. Воронкова // Аргументы и факты. — 2000. — № 22 (май). — (Прил. «АиФ-Дальинформ»)
- Гражданская война и военная интервенция в СССР.. — Москва: Советская энциклопедия, 1983.. — С. 29. — 702 с.
- Гребенник, Н. Г. Исчезнувший город / Н. Г. Гребенник // Музейные вести. — 2014. — № 42. — С. 21-23.
- Григорцевич С. Американская и японская интервенция на советском Дальнем Востоке и ее разгром (1918—1922). М., 1957. С. 87-89.
- Gutman, A.Ya. (Gan Anatoly). The Destruction of Nikolaevsk-on-Amur = Разрушение Николаевска-на-Амуре : An Episode in the Russian Civil War in the Far East, 1920 / Gutman A.Ya. ; Transl. with an introd. by E.L.Wiswell ; Ed. by R.A.Pierce. — Kingston : Limestone Press, 1993 ; Fairbanks. — 395 p. : ill.
- Дальний Восток России в период революций 1917 года и гражданской войны: Сборник научных статей (Материалы к I-й книге 3-го тома"Истории Дальнего Востока России"). — Владивосток: ДВО РАН, 1998. — 292с.
- Дипломатический словарь. М. 1950. Т. 2., С. 243.
- Емельянов, К. А. Люди в аду : (к 20-летию гибели Николаевска-на-Амуре с предисловием Я. Ловича) / К. А. Емельянов; под науч. ред. Т. А. Губайдулиной, А. А. Хисамутдинова; пер. на англ. Э. М. Люри-Визвелл ; Владивост. гос. ун-т экономики и сервиса. — Владивосток : ВГУЭС, 2004. — 227 с.
- Ильюхов Н., Титов М. Партизанское движение в Приморье. 1918—1920 гг. — Ленинград, изд-во «Прибой», 1928.
- Исчезнувший город : Николаевск-на-Амуре, 1850—1920 : фот. из коллекции Николаев.-на-Амуре муниципал. краевед. музея / сост. и авт. текста В. Орлов. — Николаевск-на-Амуре : [б. и.], 1995. — 14 с.
- Клипель, В. Тряпицынщина / В. Клипель // Дал. Восток. — 1999.- № 5-6. — C. 246—269.
- Лёвкин Г. Яков Тряпицын: герой или бандит? / Г. Лёвкин // Гипотеза. — 1993.- № 5-6.
- Ленин В. И. Полн. собр. соч. Т.42. С. 95.
- Мережко, А. Крепость в устье Амура : [из истории города] / А. Мережко // Сувор. натиск. — 2003. — 8 апр.
- Нелюбова, С. Н. События Гражданской войны на Нижнем Амуре глазами очевидцев / С. Н. Нелюбова // Четвёртые архивные научные чтения имени В. И. Чернышевой : Дальний Восток России : историческое наследие и современность : материалы Всерос. науч.-практ. конф. Хабаровск, 2 нояб. 2011 г. — Хабаровск, 2012. — С. 291—295
- Смоляк, В. Г. В огне брода нет : [о событиях Гражд. войны в Николаевске-на-Амуре] / В. Г. Смоляк // Вишнякова С. исследователи Приамурья : крат. краевед. энцикл. / С. Вишнякова. — Комсомольск-на-Амуре, 2014. — Т. 6 : СПб-Фед. — С. 198—214
- Смоляк, В. Г. Николаевский инцидент / зап. А. Чернявский //Тихоокеан. звезда. — 2008. — 3 июля.
- Хисамутдинов, А. Книгу о трагедии Николаевска издали в Америке : [о кн. А. Я. Гутмана «Гибель Николаевска-на-Амуре. 1920»] / А. Хисамутдинов // Хабар. Известия. — 1998. — 12 нояб.
- Уэда Т Сибэриа сюппэй то Кита Карафуто мондай (Сибирская экспедиция и проблема Северного Сахалина) — Хоппо рёдо-но тии (Статус северных территорий). Токио. 1962. С. 99—100.